# Elektrociepłownia Tychy
Elektrociepłownia Tychy – elektrociepłownia znajdująca się w Tychach w województwie śląskim.

## Historia
- 1958 – początek budowy Elektrociepłowni Tychy, początkowo jako ciepłowni
- 1963 – uruchomienie 3 kotłów wodnych typu WLM-38 (nr 1, 2, 3) o łącznej mocy cieplnej 140 MWt
- 1973 – uruchomienie kotła wodnego (nr 4) typu WP-120, urządzeń odpylających oraz nowego komina, moc cieplna wzrosła do 279 MWt
- 1977 – uruchomienie kotła (nr 5) typu WP-120, moc cieplna wzrosła do 419 MW
- 1986 – uruchomienie kotła wodnego (K6) typu WP-120 i nowego komina, moc cieplna osiągnęła 552 MW
- listopad 1993 – przedsiębiorstwo państwowe Ciepłownia Tychy przekształcone w jednoosobową spółkę akcyjną Skarbu Państwa
- 1999 -  uruchomienie (pierwsza synchronizacja 7 grudnia 1999) bloku ciepłowniczego BC35 z kotłem fluidalnym na węgiel i z turbozespołem upustowo kondensacyjnym o mocy elektrycznej 40 MWe (w kondensacji) i mocy cieplnej 70 MWt,. Równolegle przeprowadzono likwidację 3 kotłów WLM-38 o łącznej mocy cieplnej 132 MW.
- 2001 – wyłączono z eksploatacji kocioł wodny WP-120 nr 6, ograniczając wielkość mocy cieplnej zainstalowanej do zapotrzebowania
- 12 grudnia 2001 – zarejestrowanie spółki Elektrociepłownia Tychy S.A.
- 17 marca 2006 – ogłoszone w dzienniku Rzeczpospolita publiczne zaproszenie do rokowań w sprawie zakupu akcji Elektrociepłownia Tychy S.A.
- kwiecień 2012 – EC Tychy została włączona do spółki Tauron Ciepło S.A. i zmieniła dotychczasową nazwę na Zakład Wytwarzania Tychy
- 10 lipca 2012 – pierwsze rozpalenie kotła WR40. Zakres regulacji: 6 - 42 MWt. W zakresie ochrony środowiska spełnia normy przewidywane w przyszłości i jest wyposażony w filtr tkaninowy, odsiarczanie i odazotowanie. Po stronie hydrauliki wyposażony w technologię płynnych zabezpieczeń.
- 19 listopada 2012 - pierwsze uruchomienie BC35 po konwersji kotła na całkowicie biomasowy.
- 18 stycznia 2016 - pierwsza synchronizacja bloku BC50 z fluidalnym kotłem węglowym i turbozespołem upustowo-kondensacyjnym 65 MWe (w kondensacji) i 86 MWt.

## Dane techniczne
Podstawowe dane techniczne Elektrociepłowni to:
- posiadane jednostki wytwórcze: BC50, BC35, 1xWR40, 1xWP120[1]
- moc cieplna osiągalna 336 MW[1]
- moc elektryczna osiągalna 105 MWe brutto w kondensacji[1]
- paliwo podstawowe: węgiel kamienny i biomasa[1]
- paliwo pomocnicze: olej opałowy lekki